# Чемпионат Украины по фигурному катанию на коньках 2009
Чемпионат Украины по фигурному катанию 2009 года (укр. Чемпіонат України по фігурному катанню на ковзанах 2009) — украинский национальный чемпионат по фигурному катанию сезона 2008—2009. Соревнования прошли в Киеве, на тренировочном катке «Льдинка», с 16 по 19 декабря 2008 года.
Спортсмены соревновались в категориях мужское и женское одиночное катание, парное катание и танцы на льду.
Обязательный танец — пасодобль.
В чемпионате не участвовали лидеры украинской сборной в парном катании Татьяна Волосожар и Станислав Морозов (тренирующиеся в Германии) посчитавшие нецелесообразным лишний утомительный перелёт в преддверии чемпионата Европы. Вместо этого они приняли участие в открытом чемпионате Германии.
В связи с мировым финансовым кризисом Министерство по делам семьи, молодежи и спорта Украины было вынуждено экономить не только на аренде арены для соревнований, но и на участниках. Некоторым фигуристам деньги на поездку выделили местные организации, а многие, в том числе и лидеры сборной, приехали на турнир за свой счёт.

## Результаты

### Мужчины
| Место | Имя                | Город          | Сумма баллов | SP | FP |
| ----- | ------------------ | -------------- | ------------ | -- | -- |
| 1     | Антон Ковалевский  | Киев           | 200.35       | 1  | 1  |
| 2     | Виталий Сазонец    | Днепропетровск | 183.03       | 3  | 2  |
| 3     | Николай Бондарь    | Киев           | 148.63       | 2  | 5  |
| 4     | Дмитрий Игнатенко  | Днепропетровск | 148.35       | 5  | 3  |
| 5     | Яков Годорожа      | Одесса         | 140.38       | 7  | 4  |
| 6     | Оганес Мкртчан     | Одесса         | 119.55       | 8  | 6  |
| 7     | Евгений Овчинников | Одесса         | 93.85        | 9  | 7  |

### Женщины
| Место | Имя                 | Город   | Сумма баллов | SP | FP |
| ----- | ------------------- | ------- | ------------ | -- | -- |
| 1     | Ирина Мовчан        | Киев    | 128.50       | 1  | 1  |
| 2     | Элеонора Винниченко | Киев    | 121.10       | 2  | 2  |
| 3     | Анастасия Листопад  | Киев    | 103.07       | 3  | 3  |
| 4     | Елена Титенко       | Киев    | 94.61        |    |    |
| 5     | Диана Мовчан        | Киев    | 84.54        | 6  | 5  |
| 6     | Александра Накисько | Харьков | 83.85        | 5  | 6  |
| 7     | Алиса Киреева       | Киев    | 73.88        | 7  | 7  |
| 8     | Татьяна Куликова    | Киев    | 56.49        | 8  | 8  |

### Пары
| Место | Имя                                | Город          | Сумма баллов | SP | FP |
| ----- | ---------------------------------- | -------------- | ------------ | -- | -- |
| 1     | Екатерина Костенко / Роман Талан   | Днепропетровск | 130.13       | 1  | 1  |
| 2     | Анна Хныченкова / Сергей Кульбач   | Днепропетровск | 100.80       | 3  | 2  |
| 3     | Екатерина Мельник / Сергей Дейнека | Киев           | 96.12        | 2  | 3  |
| 4     | Юлия Лаврентьева / Юрий Рудык      | Киев           | 85.17        | 4  | 4  |

### Танцы
| Место | Имя                                 | Город          | Сумма баллов | CD | OD | FD |
| ----- | ----------------------------------- | -------------- | ------------ | -- | -- | -- |
| 1     | Анна Задорожнюк / Сергей Вербилло   | Киев           | 185.11       | 1  | 1  | 1  |
| 2     | Алла Бекназарова / Владимир Зуев    | Харьков        | 162.31       | 2  | 2  | 2  |
| 3     | Надежда Фроленкова /Михаил Касало   | Харьков        | 141.48       | 3  | 3  | 4  |
| 4     | Алина Сапрыкина / Павел Химич       | Харьков        | 136.52       | 4  | 6  | 3  |
| 5     | Елена Теремцова / Александр Шакалов | Киев           | 125.58       | 6  | 4  | 5  |
| 6     | Ирина Бабченко / Виталий Никифоров  | Харьков        | 120.26       | 7  | 5  | 6  |
| 7     | Ксения Чепижко / Сергей Шевченко    | Днепропетровск | 117.00       | 5  | 7  | 7  |